# Верендякін Володимир Варламович
Володимир Варламович Верендякін (нар. 28 липня 1899, село Ічалки Нижньогородської губернії, тепер Нижньогородської області, Російська Федерація — ?) — радянський діяч, голова виконавчого комітету Лукоянівської районної ради депутатів трудящих Горьковської області, голова Ради народних комісарів Мордовської АРСР. Депутат Верховної Ради СРСР 1-го скликання (1937—1946).

## Біографія
Народився в селянській родині. Працював у сільському госполдарстві.
З квітня 1917 року — член Ічкаловської сільської ради Нижньогородської губернії. У жовтні 1917 — вересні 1918 року — секретар Ічкаловської сільської ради. У вересні — грудні 1918 року — секретар Ічкаловського волосного комітету бідноти. У грудні 1918 — грудні 1919 року — секретар Ічкаловської сільської ради. У грудні 1919 — червні 1921 року — секретар виконавчого комітету Ічкаловської волосної ради Нижньогородської губернії.
У червні — серпні 1921 року — військовий комісар Кемлянської волості і заступник голови виконавчого комітету Кемлянської волосної ради Нижньогородської губернії. У серпні 1921 — травні 1922 року — завідувач організаційно-інструкторського підвідділу відділу управління виконавчого комітету Починковської повітової ради Нижньогородської губернії.
У травні 1922 — червні 1924 року — секретар Ічкаловської сільської ради Нижньогородської губернії.
У червні 1924 — жовтні 1925 року — голова Кемлянського волосного комітету селянських товариств взаємодопомоги. У жовтні 1925 — лютому 1926 року — завідувач фінансово-податкової частини виконавчого комітету Кемлянської волосної ради Нижньогородської губернії. У лютому — червні 1926 року — секретар виконавчого комітету Кемлянської волосної ради. У серпні 1926 — червні 1928 року — голова виконавчого комітету Кемлянської волосної ради Нижньогородської губернії.
Член ВКП(б) з 1927 року.
У червні 1928 — березні 1929 року — заступник голови виконавчого комітету Лукоянівської повітової ради. У березні — червні 1929 року — голова виконавчого комітету Лукоянівської повітової ради Нижньогородської губернії.
У червні 1929 — серпні 1930 року — заступник голови виконавчого комітету Арзамаської окружної ради. Одночасно у червні 1929 — січні 1930 року — завідувач Арзамаського окружного дорожно-коммунального відділу. У січні — серпні 1930 року — завідувач Арзамаського окружного фінансового відділу.
У серпні 1930 — серпні 1933 року — голова виконавчого комітету Лукоянівської районної ради Нижньогородського (Горьковського) краю.
У серпні 1933 — травні 1934 року — начальник Горьковського відділення «Зернотрактороцентру».
У травні — грудні 1934 року — заступник начальника Зернового управління Горьковського крайового земельного управління.
У грудні 1934 — лютому 1938 року — голова виконавчого комітету Лукоянівської районної ради Горьковського краю (Горьковської області).
У лютому 1938 — серпні 1944 року — голова Ради народних комісарів Мордовської АРСР.
У серпні 1944 — червні 1945 року — голова виконавчого комітету Саранської міської ради депутатів трудящих Мордовської АРСР.
З січня 1945 по грудень 1948 року — слухач Вищої партійної школи при ЦК ВКП(б).
У липні 1945 — 1953 року — завідувач відділу місцевої промисловості виконавчого комітету Горьковської міської ради депутатів трудящих.
У травні 1953 — січні 1955 року — заступник начальника Управління житлового господарства виконавчого комітету Горьковської міської ради депутатів трудящих. З січня по вересень 1955 року — старший інженер, з вересня 1955 року — начальник виробничого відділу Управління торгівлі виконавчого комітету Горьковської міської ради депутатів трудящих.
Подальша доля невідома.

## Нагороди
- орден «Знак Пошани»
- медалі